# Marco Rubio
Marco Antonio Rubio (Miami, 28 maggio 1971) è un politico e avvocato statunitense, Segretario di Stato degli Stati Uniti d'America dal 21 gennaio 2025 nella seconda amministrazione Trump ed in precedenza senatore per lo stato della Florida dal 2011 al 2025. Rubio è il primo latinoamericano a ricoprire la carica di segretario di Stato.
Membro del Partito Repubblicano, Rubio precedentemente è stato anche membro della Camera dei rappresentanti della Florida dal 2000 al 2008, ricoprendo la carica di Speaker della stessa dal 2006 al 2008.

## Biografia
Di origine cubano-americana, nasce a Miami, terzo di quattro figli, da Mario Rubio (1927-2010) e Oriales García (1931-2019) e trascorre parte dell'infanzia a Las Vegas, Nevada (dal 1979 al 1985), dove il padre lavora come barista e la madre come donna delle pulizie in uno dei tanti hotel della città. Frequenta il college grazie alla sua bravura nel giocare a football americano e con una borsa di studio per atleti. Tornato in Florida, si laurea in legge a pieni voti nel 1996.

### Vita privata
Sposato dal 1998 con Jeanette Dousdebes, di origine colombiana, è cattolico e padre di quattro figli, due maschi e due femmine. È tifoso dei Miami Dolphins.

## Carriera politica
È stato commissario della città di West Miami, prima di essere eletto alla Camera dei Rappresentanti della Florida nel 111º distretto.
Dal novembre 2006 al gennaio 2009 è stato speaker della Camera dei rappresentanti della Florida. Al 2006 risale la pubblicazione del libro 100 idee innovative per il futuro della Florida (100 Innovative Ideas For Florida's Future), in cui propone delle strategie per attuare nuove riforme nello stato.
Il 5 maggio 2009, Rubio annunciò sul suo sito web l'intenzione di concorrere per il Senato degli Stati Uniti. Inizialmente i sondaggi lo davano in svantaggio già nelle primarie, ma nonostante questo riuscì a vincere e divenne il candidato del partito repubblicano. Il 2 novembre 2010, Rubio vinse le elezioni con ampio margine, battendo il membro della Camera dei rappresentanti federale Kendrick Meek (democratico) e l'ex governatore della Florida Charlie Crist (candidatosi come indipendente), e divenendo così senatore. Visto il successo della sua elezione al senato, il partito repubblicano lo propose come candidato alle presidenziali del 2012, ma Rubio decise di non percorrere quella strada.

### Presidenziali 2016
Il 13 aprile 2015 annuncia alla Freedom Tower di Miami la sua candidatura alle presidenziali del 2016 per il Partito Repubblicano.

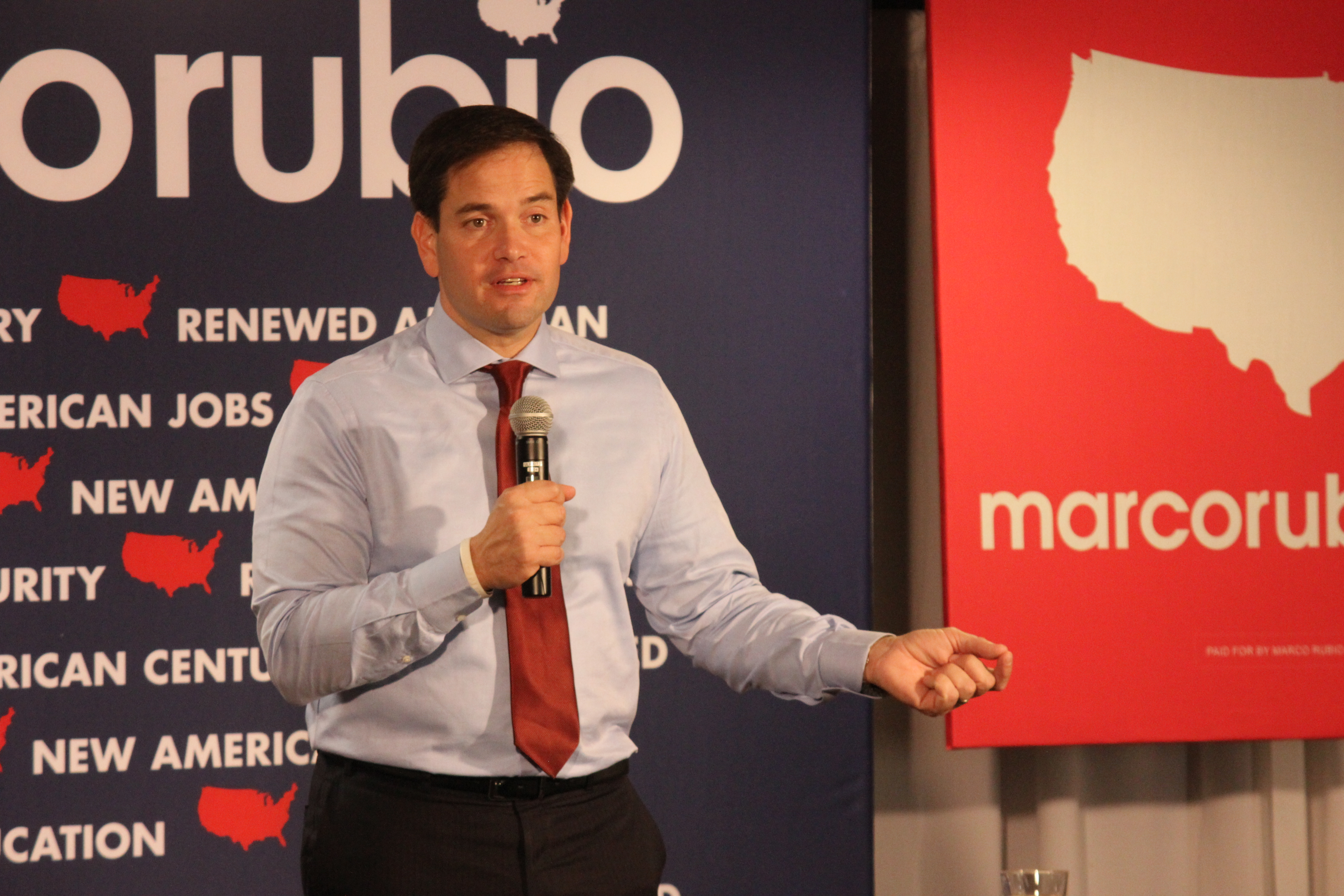
Rubio nel novembre 2015 durante la campagna elettorale

Acclamato invariabilmente, all'inizio della sua campagna elettorale, come uno dei favoriti grazie alla giovane età, alle umili origini cubane, al carisma, viene soprannominato l'Obama repubblicano dai media.

#### Risultati alle primarie
Nelle prime primarie repubblicane, le primarie dell'Iowa del 1º febbraio, Rubio arrivò terzo, dietro ai candidati Ted Cruz e Donald Trump. Durante un dibattito televisivo nazionale tra candidati repubblicani nel New Hampshire il 6 febbraio 2016, Rubio fu criticato dal rivale Chris Christie per aver parlato in modo ripetitivo, con Christie che disse che Rubio sembrava "scritto". Il 9 febbraio, quando si classificò quinto nei risultati delle primarie del New Hampshire, Rubio si prese la colpa e riconobbe una scarsa prestazione nel dibattito. Nelle primarie della Carolina del Sud il 20 febbraio, Rubio arrivò secondo, ma non ottenne alcun delegato poiché Trump vinse tutti i distretti congressuali e quindi i delegati. Jeb Bush abbandonò la corsa quel giorno, portando a un'ondata di donazioni e di appoggi alla campagna elettorale per Rubio. Il 23 febbraio, arrivò secondo alle primarie del Nevada, perdendo di nuovo contro Trump. Trump definì le osservazioni di Rubio al dibattito del 25 febbraio "robotiche" a causa dell'uso ripetuto da parte di Rubio degli stessi punti di discussione.
In un altro dibattito repubblicano il 25 febbraio, Rubio ha ripetutamente criticato il candidato favorito Donald Trump. Il giorno dopo Rubio ha continuato a rivolgere gli attacchi di Trump contro di lui, persino ridicolizzando l'aspetto fisico di Trump. Il 1º marzo, chiamato Super Tuesday con undici elezioni repubblicane quel giorno, l'unica vittoria di Rubio è stata in Minnesota, il primo stato che aveva vinto da quando erano iniziate le votazioni un mese prima. Rubio ha continuato a vincere a Porto Rico il 6 marzo e a Washington il 12 marzo, ma ha perso altri otto stati dal 5 all'8 marzo. In quel periodo, Rubio ha rivelato di non essere "completamente orgoglioso" dei suoi attacchi personali a Trump.
Il 15 marzo, Rubio sospese la sua campagna dopo essersi classificato secondo nel suo stato d'origine, la Florida. Ore prima, Rubio aveva espresso aspettative per una vittoria in Florida e aveva detto che avrebbe continuato la campagna nello Utah "indipendentemente" dai risultati di quella sera. Il risultato fu che Rubio vinse il 27,0% dei voti in Florida, mentre Trump vinse il 45,7% e tutti i delegati. La conclusione delle sei elezioni del 15 marzo (di cui Rubio non ne vinse nessuna) lo lasciò con 169 delegati in corsa per raggiungere quota 1237, ma Ted Cruz ne aveva già 411 e Trump 673. Il 17 marzo, Rubio escluse le corse per la vicepresidenza, la carica di governatore della Florida e persino la rielezione per il suo seggio al Senato. Disse solo che sarebbe diventato un "privato cittadino" entro gennaio 2017, il che diede origine ad alcune speculazioni mediatiche sulla fine della sua carriera politica. In seguito cambiò la sua decisione e fu rieletto al Senato.

### Durante la prima presidenza di Trump
Contribuisce agli sforzi dell'amministrazione Trump per inasprire le sanzioni economiche contro il Venezuela e propone di sostenere un colpo di Stato contro il governo venezuelano. Dopo l'imposizione di sanzioni alla Cina da parte degli Stati Uniti, Pechino ha risposto il 21 luglio 2020 imponendo ritorsioni nei confronti di quattro pubblici ufficiali statunitensi, tra cui i senatori repubblicani Marco Rubio e Ted Cruz.

### Segretario di Stato

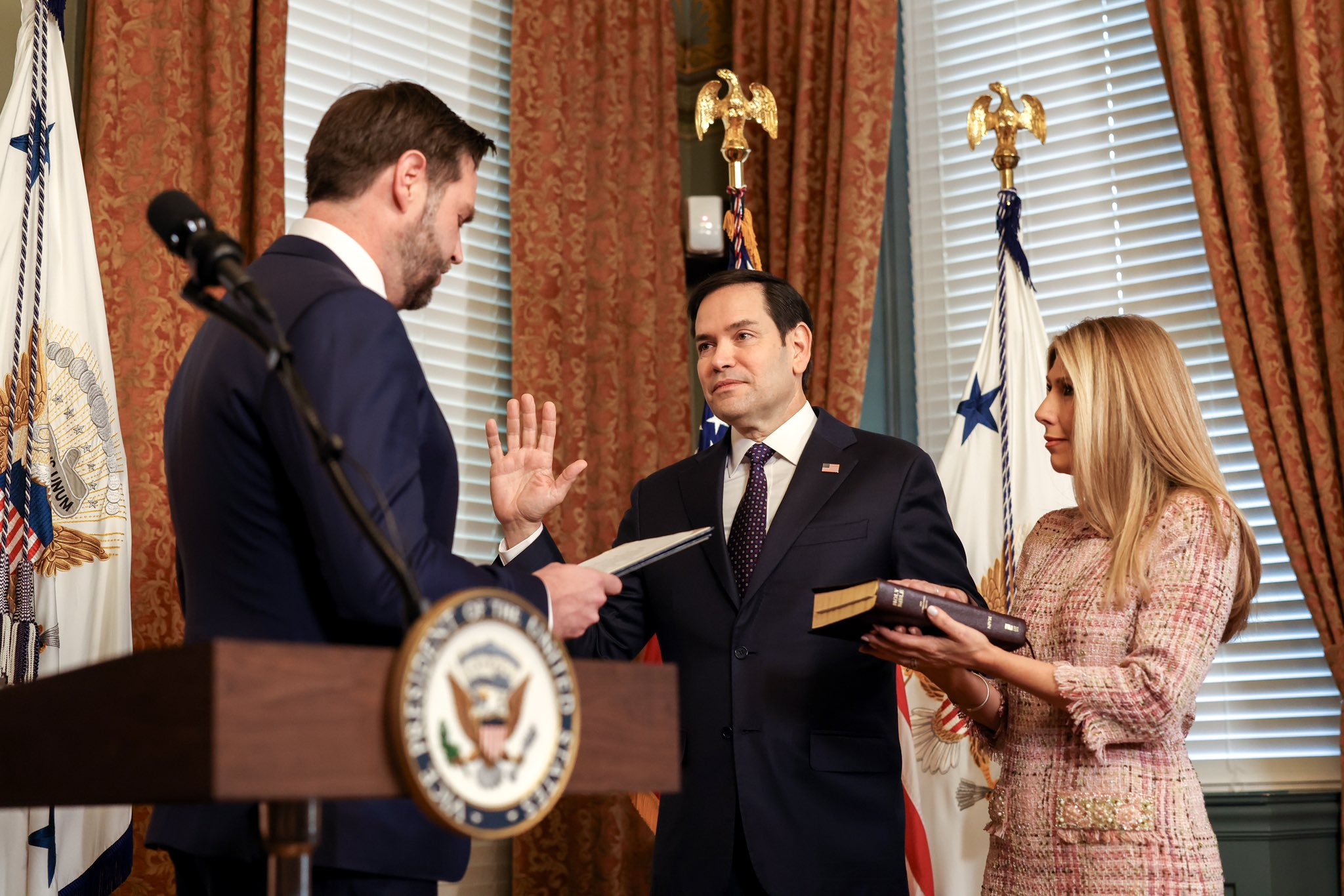
Rubio giura nelle mani del vicepresidente J.D. Vance come segretario di Stato su una Bibbia retta dalle mani della moglie Janette

Nel novembre 2024 è stato riferito che Trump lo avesse scelto come segretario di Stato degli Stati Uniti nella sua seconda amministrazione. Il 21 gennaio 2025 Rubio presta giuramento come Segretario di Stato nella seconda amministrazione di Trump.

## Opere
- 100 idee innovative per il futuro della Florida, Regnery Publishing, 2006, ISBN 978-1596985117
- Un figlio americano: Un ricordo, Sentinel HC, 2012, ISBN 978-1595230942
- I sogni americani: Stabilire un'opportunità economica per tutti, Sentinel HC, 2015, ISBN 978-1595231130